# Pico Bolívar
Pico Bolívar är det högsta berget i Venezuela med sina 4 978 meter över havet. Det ligger i Sierra Nevada de Mérida, i delstaten Mérida och är permanent täckt med snö. Berget kan nås med Méridabanan som är den högst belägna kabinliften i världen och som avgår från staden Mérida. Pico Bolívar har fått sitt namn från den venezuelanske generalen Simón Bolívar.

## Höjd
Höjden på denna framträdande andinska bergstopp har beräknats och mätts ett antal gånger. 1912 gjordes en triangulering som visade på 5 002 meter. 1928 kom nästa beräkning, vars resultat på 5 007 meter stod som officiell höjd hela 1900-talet ut. Under 1990-talet mätte forskarna Saler och Abad toppen baserade på den nya GPS-tekniken, och höjden sattes nu till 4 980,8 meter. Inga valideringar av resultaten gjordes dock. 2002 gjordes nya GPS-mätningar som resulterade i höjden 4 978 ±0,4 meter. Resultaten av dessa mer noggranna mätningar publicerades 2005.